# Pseudoflustra virgula
Pseudoflustra virgula är en mossdjursart som beskrevs av Hayward 1994. Pseudoflustra virgula ingår i släktet Pseudoflustra och familjen Smittinidae. Inga underarter finns listade i Catalogue of Life.